# Josef Marhold
Josef Marhold (22. března 1834 Hrochův Týnec – 25. ledna 1897 Hořovice) byl rakouský právník a politik české národnosti z Čech, poslanec Českého zemského sněmu.

## Biografie
Byl synem pekaře a obchodníka s obilím. Absolvoval práva na Karlo-Ferdinandově univerzitě, kde roku 1867 získal titul doktora práv. Nastoupil do soudnictví. Od roku 1869 působil jako substitut státního zástupce v Praze. Od roku 1871 působil jako notář v Černém Kostelci, od roku 1882 v Písku a od roku 1885 byl notářem v Hořovicích. V Hořovicích byl na sklonku života zvolen za předsedu pěveckého spolku Slavík.
V 80. letech se zapojil i do vysoké politiky. V doplňovacích zemských volbách v roce 1880 byl zvolen na Český zemský sněm, kde zastupoval kurii městskou, obvod Jílové, Vyšehrad, Benešov, Černý Kostelec. Nahradil poslance Karla Ullricha. Roku 1881 rezignoval na mandát nahradil ho Karel Čížek. Ve volbách roku 1880 porazil staročeského kandidáta.
Zemřel po krátké nemoci v lednu 1897 na zánět plic.